# Bockwindmühle Schleibnitz

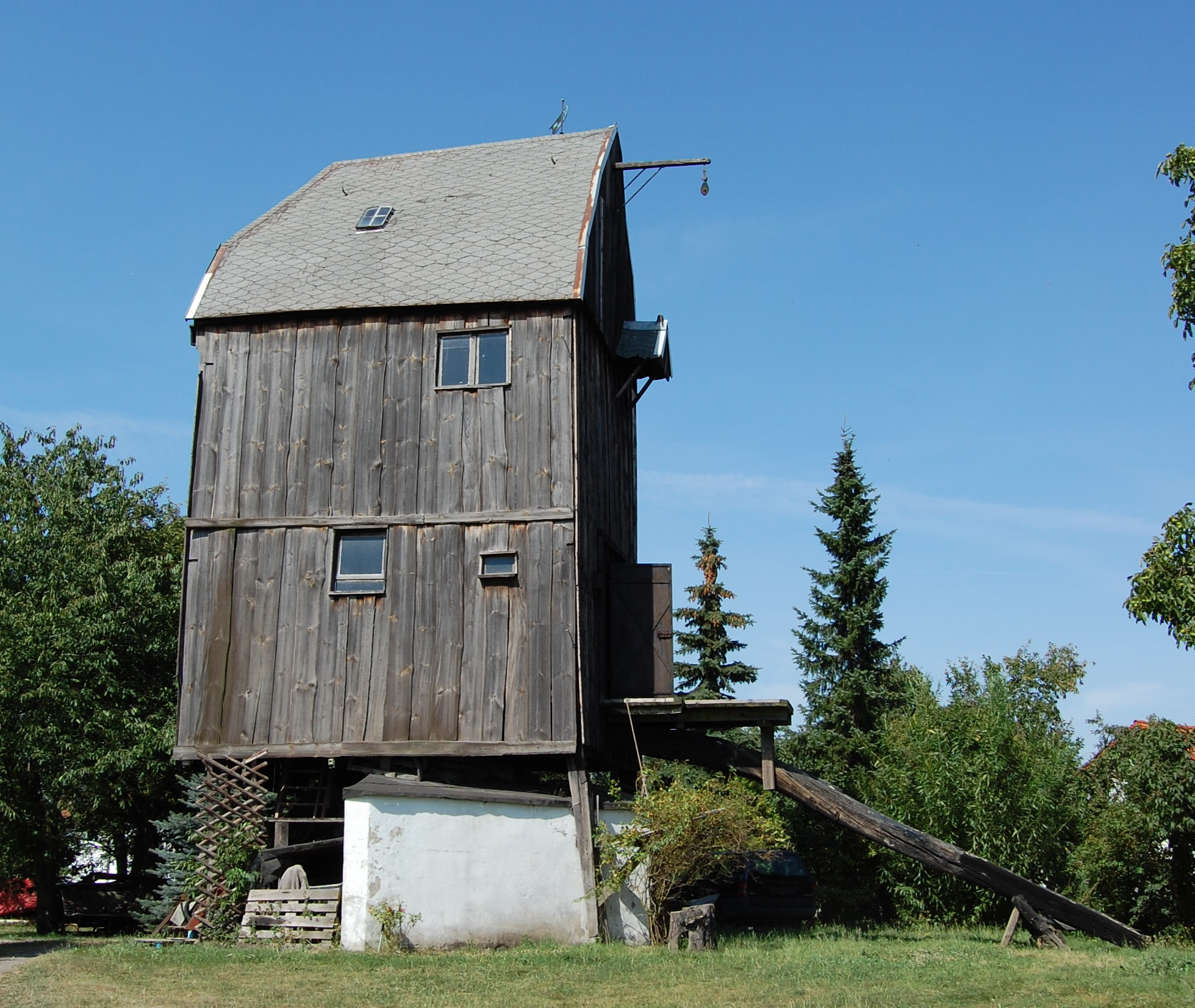
Bockwindmühle Schleibnitz, 2009

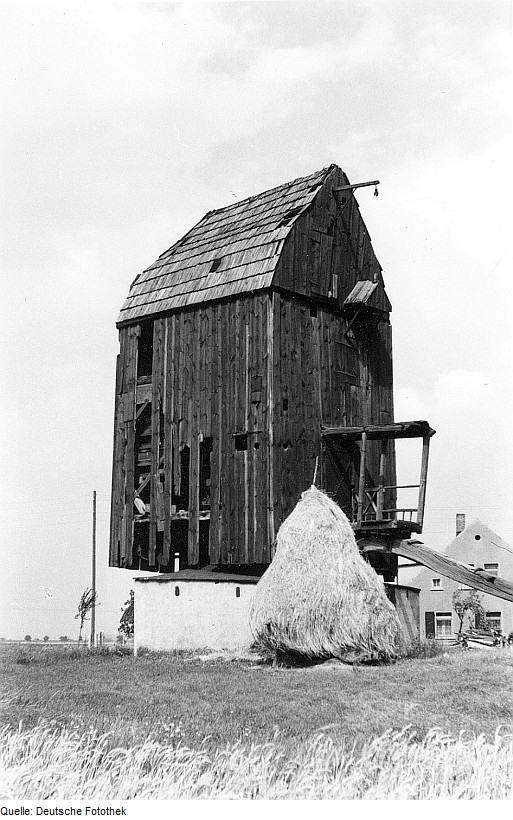
Bockwindmühle Schleibnitz, 1973

Die Bockwindmühle Schleibnitz, auch als Wiecherts Windmühle bezeichnet, ist eine Bockwindmühle im zur Stadt Wanzleben-Börde gehörenden Dorf Schleibnitz.
Die im 19. Jahrhundert gebaute hölzerne Mühle steht am westlichen Ortsausgang des Dorfes. Heute ist der Bock der Mühle umbaut, die Flügel sind entfernt. Die Bausubstanz der Mühle war in der Zeit der DDR bereits deutlich angegriffen, wurde dann aber saniert.